# Bernie Alder

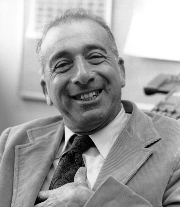
Bernie Alder

Bernie Julian Alder (* 9. September 1925 in Duisburg; † 7. September 2020) war ein US-amerikanischer Physiker, der sich mit statistischer Mechanik beschäftigte und ein Pionier der numerischen Simulation in der Physik war. Alder ist einer der Begründer der Molekulardynamik-Simulation.

## Leben und Wirken
Alder wurde als schweizerischer Staatsbürger in Deutschland geboren, zog nach der Machtübernahme der Nationalsozialisten mit seiner Familie in die Schweiz und 1941 in die USA, wo er an der Universität Berkeley, unterbrochen von einer Zeit bei der US Navy im Zweiten Weltkrieg, Chemie studierte (Bachelor 1946, Master 1947).
1948 ging er ans Caltech zu John G. Kirkwood, wo er für die Untersuchung von Phasenübergängen in Hard-Sphere-Gas-Modellen (Modell starrer Kugeln) mit Stan Frankel (1919–1978) unabhängig die Monte-Carlo-Methode fand.
Nach seiner Promotion 1952 ging er an die Universität Berkeley und arbeitete gleichzeitig auf Anregung von Edward Teller als Berater im Kernwaffenprogramm für das Lawrence Livermore National Laboratory (Entwurf von Zustandsgleichungen). 
In Zusammenarbeit mit Thomas E. Wainwright (1927–2007) entwickelte er Mitte der 1950er Jahre die Moleküldynamik (Molecular Dynamics)-Simulations-Methode. Zusammen mit Stan Frankel entwickelte er auch die Monte Carlo Methode weiter. Damit konnten sie unter anderem den Übergang vom flüssigen zum festen Zustand im Hard-Sphere-Gas-Modell zeigen oder den Zerfall von Geschwindigkeits-Autokorrelationsfunktionen in Flüssigkeiten.
Später war Alder Professor für Angewandte Wissenschaften an der University of California in Davis, später als Professor Emeritus.
1970 wurde er zum Fellow der American Association for the Advancement of Science und zum Mitglied der National Academy of Sciences gewählt. 1985 wurde er von der American Chemical Society für seine herausragenden Leistungen auf dem Gebiet der Theorie der Flüssigkeiten mit dem Joel Henry Hildebrand Award in the Theoretical and Experimental Chemistry of Liquids geehrt. 2001 erhielt er die Boltzmann-Medaille für die Erfindung der Moleküldynamik-Simulationsmethode.
2008 wurde er in die American Academy of Arts and Sciences gewählt, bevor er 2009 die National Medal of Science erhielt.
Alder war Guggenheim Fellow. Er war Herausgeber der Buchreihe Methods in Computational Physics und Gründer der Zeitschrift Computing.

## Schriften
- Als Herausgeber der Buchserie Methods in Computational Physics (Vol. 1 bis 17), Academic Press, 1963–1976

- mit Thomas E. Wainwright: Molecular motions, San Francisco: W.H. Freeman, 1959.